# TMS東京映画映像学校
TMS 東京映画映像学校は、東京都新宿区にある映像・映画の学校。

## 概要
UTB映像アカデミーが株式会社ESPグループから独立し設立された映像・映画の学校。
1年制、4月と10月に入学期を設ける。学科は「ジョブトレーニングコース」のみで、監督になるためのディレクション・企画術、カメラや照明といった撮影技術、PCを使った編集術をまとめて学ぶ。また多くの撮影現場に行き「人脈」と「実績」を広げることができる。
卒業生は映画・CM・MV・TV・WEB動画制作などの幅広い業種へ就職している。
ロサンゼルス/ハリウッド研修、フィリピン/セブ島英語研修制度あり。
夜間コースでは、他校の学生や社会人がおおい。

## 沿革
- 2017年　東京都新宿区に開校

## 講師
- 井筒和幸（特別講師）
- 栗原博之（特別講師）
- Kiy
- 徳永圭祐
- 伊藤弘典
- 山﨑達璽
- ササハラハヤト
- 西口雅紘
- 山田周平
- 臼井広大